# وگلاروو
وگلاروو (به لاتین: Vaglarovo) یک منطقهٔ مسکونی در بلغارستان است که در شهرستان هاسکوفو واقع شده‌است.